# Ektemann alene
Ektemann alene är en norsk svartvit komedifilm från 1956 i regi av Nils R. Müller. I huvudrollen som Rigmor Sande ses Eva Strøm Aastorp.

## Handling
Det är högsommar i Oslo. På en brygga myllrar det av folk som ska ut på landet. Rigmor Sande och hennes två barn befinner sig ombord på båten och fadern Per Sander letar febrilt efter en av familjens koffertar som försvunnit. Båten lägger ifrån, utan kofferten. Per är kvar på bryggan och där träffar han 21-åriga Ellen Stenersen, hans granne på landet. Tillsammans med vännen Stoffer och Ellen upptäcker Per storstadens frestelser. Han och Ellen utvecklar starka känslor för varandra.

## Rollista
- Eva Strøm Aastorp – Rigmor Sande
- Karen Randers-Pehrson – Ellen Stenersen
- Odd Borg – en kontorist
- Willie Hoel – Stoffer
- Ella Hval – fru Stenersen
- Atle Merton – Leif
- Lars Nordrum – Per Sande
- Eugen Skjønberg – herr Stenersen
- Kirsten Sørlie – en farlig kvinna
- Synnøve Gleditsch – kontorsdam

## Om filmen
Ektemann alene producerades av bolaget NRM-Film AS med Bjarne Stokland som produktionsledare. Den regisserades av Nils R. Müller som även skrev filmens manus tillsammans med Eva Seeberg. Filmen fotades av Sverre Bergli och klipptes av Sølve Kern. Musiken komponerades av Kristian Hauger. Filmen hade premiär den 8 november 1956 i Norge.